# Castroviejoa
Classification APG III (2009)
Genre
Castroviejoa est un genre de plantes à fleurs de la famille des Asteraceae, originaire de la Corse et de la Sardaigne. Il a été nommé d'après le botaniste espagnol Santiago Castroviejo Bolibar.

## Espèces
Selon Plants of the World online (POWO) (22 juillet 2023)Les espèces acceptées sont :
- Castroviejoa frigida (Labill.) Galbany, L.Sáez & Benedi
- Castroviejoa montelinasana (Em.Schmid) Galbany, L.Sáez & Benedi